# Werner Friedrich von Riese-Stallburg
Werner Friedrich von Riese-Stallburg (16. října 1815 Praha – 17. února 1887 Praha) byl rakouský šlechtic z rodu Riese-Stallburgů a politik německé národnosti z Čech, v 2. polovině 19. století poslanec Českého zemského sněmu.

## Biografie
Baron Werner Friedrich von Riese-Stallburg pocházel z šlechtického rodu Riese-Stallburgů. Jeho otcem byl Mathias von Riese-Stallburg, matkou hraběnka Marie, rozená baronka Hochberg von Hennersdorf. V politice byli činní i jeho bratři Anton von Riese-Stallburg a Adolf von Riese-Stallburg.
Werner Friedrich vystudoval vysokou hospodářskou školu v Hohenheimu ve Württembersku. Působil jako velkostatkář. Patřilo mu panství Blahotice. Byl druhým prezidentem zemské zemědělské rady. Měl titul komořího. Byl čestným rytířem pruského Königlich Preußischer St. Johanniter-Orden.
Od roku 1847 byl řádným členem c. k. vlastenecko-hospodářské společnosti. Uvedl se jako člen přípravného výboru pro zřízení továrny na hnojiva z lidských exkrementů.
Zapojil se i do politiky. Zasedal jako poslanec Českého zemského sněmu, kam se dostal už v prvních zemských volbách v roce 1861, za velkostatkářskou kurii, nesvěřenecké velkostatky. Do sněmu se po krátké přestávce vrátil v zemských volbách v březnu 1867. Znovu byl zvolen v zemských volbách v roce 1872. Rezignoval před březnem 1876. Na sněmu ho pak nahradil František Ringhoffer III. Znovu se poslancem stal v zemských volbách roku 1878, nyní za kurii obchodních a živnostenských komor v Praze. Zastupoval Stranu ústavověrného velkostatku, respektive Ústavní stranu, která byla provídeňsky a centralisticky orientována.
Zemský sněm ho rodu 1861 zvolil i do Říšské rady (celostátní parlament, v té době ještě nepřímo volený zemskými sněmy) za velkostatkářskou kurii v Čechách.